# 快盜Ruby
《快盜Ruby》（日语：快盗ルビイ）是日本的喜劇電影，於1988年由日本東寶公司發行。

## 概要
本片改編自美國作家亨利·史利沙的小說《Ruby Martinson》，故事講述上班一族林徹住的公寓裡某日搬來了一個名叫加藤留美的女子，她穿著講究，名義上是自由職業者，實際上是一個名叫Ruby的快盜。徹很快認識了她，並成為她的拍檔幫她犯罪。他們先是用巧妙的手法從徹的父親經營的食品店裡偷了營業流水賬上的錢使食品店出現了赤字。進而又決定策劃一次偷襲銀行的計劃。但徹在送威脅信的時候把信和買東西的清單搞亂了致使計劃失敗。緊接著出現了多次計劃任務的失敗。徹很喜歡Ruby，但Ruby有戀人。Ruby把戀人的名字給徹，讓他去拿回約戀人打架的信。徹想也沒想就接受了這個任務。但他運氣不佳，被警察逮捕了。好心腸的警官釋放了徹。Ruby親熱地迎回他。並對由於自己的任性給他麻煩而表示歉意。這一次，輪到徹教Ruby如何犯罪了⋯

## 製作
- 編劇及導演：和田誠（日语：和田誠）
- 音樂：八木正生（日语：八木正生）
- 主題曲：小泉今日子『快盗ルビイ（日语：快盗ルビイ (曲)）』 （快盜Ruby）
- 插曲：小泉今日子・真田廣之『たとえばフォーエバー』 （例如Forever）
- 片長：96分鐘

## 演員
- 小泉今日子：加藤留美
- 真田廣之：林　徹
- 水野久美：林徹的媽媽
- 加藤和夫（日语：加藤和夫）：林徹在公司的上司
- 伊佐山博子（日语：伊佐山ひろ子）：林徹公司年紀大的女人
- 天本英世（日语：天本英世）：林徹經營食品店的父親
- 高見恭子（日语：高見恭子）：購物的女人
- 吉田日出子（日语：吉田日出子）：銀行女職員
- 大月秀幸（日语：大月秀幸）：銀行護衛
- 齋藤晴彥（日语：斎藤晴彦）：珠寶店店員
- 奧村公延（日语：奥村公延）：公寓管理員
- 岡田真澄（日语：岡田眞澄）：公寓男住客
- 木之實奈奈（日语：木の実ナナ）：公寓女住客
- 內田紳一郎（日语：内田紳一郎）：郵局職員
- 富士真奈美（日语：富士真奈美）：公寓主婦
- 秋野太作（日语：秋野太作）：刑警
- 名古屋章（日语：名古屋章）：白衣男人
- 陣內孝則：留美的戀人

## 獎項
| - 第12屆日本電影金像獎（1989年） - 「最佳剪接獎」：冨田功 | - 第31屆藍絲帶獎（1989年） - 「最佳導演獎」：和田誠 - 第10屆橫濱電影節（1989年） - 「最佳男主角獎」：真田廣之 - 「最佳女主角獎」：小泉今日子 - 第43屆每日電影獎（1989年） - 「最佳女主角獎」：小泉今日子 - 「日本電影愛好者獎」 - 第62屆電影旬報十佳獎（1989年） - 「最佳男主角獎」：真田廣之 - 第13屆報知電影獎（1988年） - 「最佳男主角獎」：真田廣之 - 第1屆日刊體育電影大獎（1988年） - 「最佳男配角獎」：真田廣之 |

## 外部連結
- 互联网电影数据库（IMDb）上《快盜Ruby》的资料（英文）